# Cum Tam Divino
Cum Tam Divino è una bolla pontificia di papa Giulio II promulgata il 19 febbraio 1505, con la quale il pontefice stabiliva che l'elezione di un papa macchiata dalla simonia sarebbe stata nulla. Il papa si affrettò, appena eletto al soglio pontificio, a emanare questa disposizione per condannare l'elezione, dichiaratamente simoniaca, del suo predecessore Alessandro VI.
La bolla fu ripresa e promulgata come decreto del Concilio Lateranense V, nella V sessione, il 16 febbraio 1513.